# Catocala distincta
Catocala distincta är en fjärilsart som beskrevs av Schwarz 1919. Catocala distincta ingår i släktet Catocala och familjen nattflyn. Inga underarter finns listade i Catalogue of Life.